# Miles Franklin

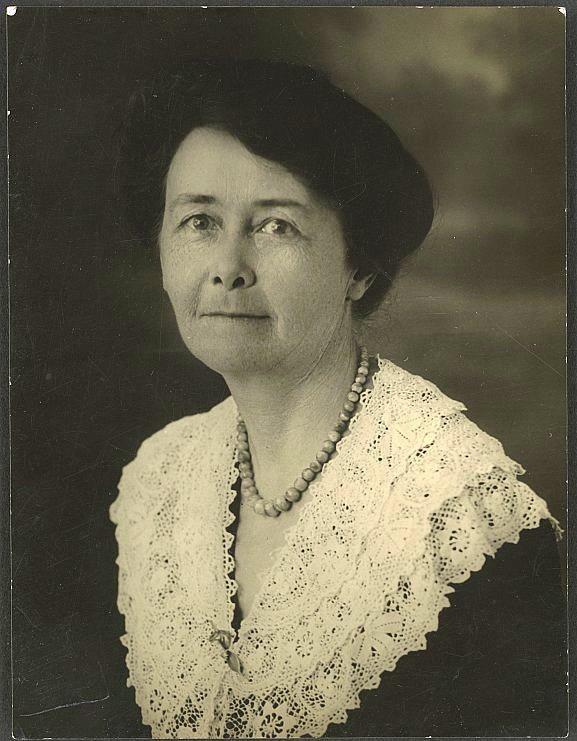
Miles Franklin under 1940-talet.

Stella Maria Sarah Miles Franklin, född den 14 oktober 1879 i Talbingo i New South Wales, död 19 september 1954 i Drummoyne i New South Wales, var en australisk författare och feminist, främst känd för romanen My Brilliant Career, publicerad 1901.
Franklin är också upphovsperson till det australiska litteraturpriset Miles Franklin Award.

## Utmärkelser
- 1936:  S. H. Prior Memorial Prize av The Bulletin för All that Swagger
- 1939:  S. H. Prior Memorial Prize för Joseph Furphy: The Legend of a Man and His Book

## Biografi (utvalda delar)

### Romaner
- My Brilliant Career (1901) (filmad som Min lysande karriär, 1979)
- Some Everyday Folk and Dawn (1909)
- Old Blastus of Bandicoot (1931)
- Bring the Monkey (1933)
- All That Swagger (1936)
- Pioneers on Parade (1939) - med Dymphna Cusack
- My Career Goes Bung (1946)
- On Dearborn Street (1981)

### Under pseodonymen "Brent of Bin Bin"
- Up the Country (1928)
- Ten Creeks Run (1930)
- Back to Bool Bool (1931)
- Prelude to Waking (1950)
- Cockatoos (1955)
- Gentleman at Gyang Gyang (1956)

### Icke fiktion
- Joseph Furphy: The Legend of a Man and His Book (1944)
- Laughter, Not for a Cage (1956)
- Childhood at Brindabella (1963)